# 북제주군 (1958년 선거구)
북제주군은 대한민국의 옛 국회의원 선거구이다. 당시 제주도 북제주군 지역을 관할했다.

## 역사
제4대 국회의원 선거를 앞두고 북제주군 전 지역을 관할하는 선거구로 신설되었다.
제6대 국회의원 선거를 앞두고 제주시 선거구와 통합되어 제주시·북제주군 선거구를 이루게 됨에 따라 폐지되었다.

## 역대 국회의원
| 선거   | 정당 | 정당   | 의원   |
| ------ | ---- | ------ | ------ |
| 1958년 |      | 자유당 | 김두진 |
| 1960년 |      | 무소속 | 홍문중 |

## 역대 선거 결과

### 대한민국 제4대 국회의원 선거
|  | 33.49% |

|  | 21.36% |

|  | 18.14% |

|  | 17.60% |

|  | 9.39% |

### 대한민국 제5대 국회의원 선거
|  | 28.20% |

|  | 17.84% |

|  | 17.27% |

|  | 17.06% |

|  | 15.32% |

|  | 4.28% |